# Спиридонов, Николай Кириллович
Николай Кириллович Спиридонов (1902—1976) — начальник 3-го специального отдела НКВД СССР, генерал-лейтенант (1944).

## Биография
Родился в русской семье рабочего. Батрак у зажиточных крестьян в деревне Соколовка Рязанского уезда с мая 1913 по март 1917 года, затем мальчик в магазине ссудно-сберегательного товарищества в Рязани до ноября 1918 года, рабочий на складе Московского облсоюза коопобъединения в Рязани до декабря 1919 года. Учился в строительном техникуме в Рязани с декабря 1919 по август 1920 года. Рабочий на складе Центросоюза в Рязани с августа 1920 по декабрь 1921 года, безработный в Рязани с декабря 1921 до мая 1924 года.
Рядовой Кронштадтского пограничного отряда ОГПУ с мая 1924 по сентябрь 1925 года. Курсант 1-й Пограничной школы ОГПУ в Ленинграде с сентября 1925 по январь 1927 года. В ВКП(б) с ноября 1927 года (член ВЛКСМ в 1925—1927).
С января 1927 года — помощник начальника заставы по политической части 5-го пограничного отряда ОГПУ, с февраля 1929 года — помощник коменданта по политчасти 5-го пограничного отряда ОГПУ.
Курсант Высшей пограничной школы ОГПУ с сентября 1929 по сентябрь 1930 года.
Помощник уполномоченного 3-го пограничного отряда ОГПУ с октября 1930 по декабрь 1931 года. Уполномоченный, старший уполномоченный 3-го пограничного отряда ОГПУ с декабря 1931 по апрель 1934 года, 5-го пограничного отряда ОГПУ—НКВД с апреля 1934 по май 1935 года.
Учился в Военной академии РККА им. М. В. Фрунзе с мая 1935 по сентябрь 1938 года.
Помощник начальника 4-го отделения 5-го отдела (иностранного) ГУГБ НКВД СССР с 1 июля по 23 ноября 1938 года.
Начальник 3-го специального отдела (оперативного) НКВД СССР с 23 ноября по 23 декабря 1938 года.
Начальник управления коменданта Кремля НКВД—НКГБ—МГБ СССР с 23 декабря 1938 до 5 марта 1953 года. Организовал эвакуацию музеев Московского Кремля в тыл.
Начальник 10-го управления МВД СССР с 5 марта 1953 года до выхода в отставку 25 ноября 1953 года. Похоронен на Новодевичьем кладбище.

## Эвакуация музеев и защита Кремля во время войны
Уже 22 июня 1941 года Н. К. Спиридонов распорядился закрыть допуск в Кремль для экскурсантов, а 23 июня подписал распоряжение о демонтаже экспозиции и упаковке экспонатов для эвакуации.
Первоначально ценности планировалось разместить в безопасных местах на территории Кремля — в Тайницкой башне, подклете Благовещенского собора и других зданиях. Директор музея Н. Н. Захаров организовал работу небольшого коллектива, в который вошли контролер Е. А. Ефимов, научный работник Н. В. Гордеев, экскурсоводы В. С. Валуев, А. А. Гончарова (Старухина), К. П. Наумова, Е. А. Крестьянникова, реставраторы А. П. Клюйкова, А. Н. Кривцов, зав. учётом М. А. Кирильцева, делопроизводитель О. С. Владимирова, вахтер и несколько технических сотрудников — уборщиц.
С ухудшением обстановки на фронте 30 июня Н. К. Спиридонов принял самостоятельное решение об эвакуации сокровищ Московского Кремля на Урал. Директору музея Николаю Никитичу Захарову в тот же день было выдано предписание отбыть с наиболее ценными экспонатами из Москвы. В 10 часов вечера три пульмановских вагона с экспонатами отбыли с Северного (Ярославского) вокзала. Груз сопровождали А. В. Баянов, Е. А. Ефимов, Н. В. Гордеев, О. С. Владимирова, охрану вагонов осуществляли красноармейцы. В пути следования в полу одного из вагонов обнаружилась трещина. Состав остановили, вагон отремонтировали, и в ночь на 5 июля вагоны благополучно прибыли в Свердловск.
Через три дня В. С. Валуев доставил на Урал вторую группу экспонатов, а 10 июля А. А. Старухина (Гончарова) прибыла в Свердловск с последней партией экспонатов.
С середины июля Москва стала объектом систематических авианалётов врага. Под руководством Н. К. Спиридонова Кремль был одет в маскировку: золотые купола и кресты храмов выкрасили тёмной краской, рубиновые звезды башен выключили и зачехлили маскировочной тканью. Над Царь-колоколом соорудили настил из досок. На крышах зданий были установлены пулемёты, под стенами собора Двенадцати апостолов находились броневики.
В 1944 году началась подготовка к возвращению коллекций Московского Кремля на место. Экспонаты группировали так, чтобы можно было восстанавливать экспозицию зал за залом.
20 февраля 1945 г. эшелон из Свердловска прибыл в Москву, чтобы к 15 апреля музеи могли принять посетителей. Сотрудники музея трудились по 10—12 часов в день, чтобы выполнить огромный объём работ. 17 апреля 1945 г. Оружейную палату посетили первые экскурсанты — военнослужащие Кремлёвского гарнизона, помогавшие в эвакуации и возвращении сокровищ.
В июне Оружейная палата принимала участников Парада Победы, Героев Советского Союза, военачальников, в том числе будущего президента США генерала Д. Эйзенхауэра. Бесценные памятники истории и декоративно-прикладного искусства были сохранены для потомков благодаря воле и решительности Н. К. Спиридонова и самоотверженной работе музейных работников.

## Воинские звания
- старший лейтенант (14.03.1936);
- капитан (04.04.1937);
- майор (1938);
- комбриг (23.12.1938);
- генерал-майор (28.07.1940);
- генерал-лейтенант (17.11.1944).

## Награды
- Два ордена Ленина (21.02.1945?, 26.03.1949);
- Два ордена Красного Знамени (29.04.1943[6], 03.11.1944[7]);
- Два ордена Отечественной войны 1-й степени (22.08.1944, 03.09.1944[8]);
- Орден Красной Звезды (26.04.1940[9]);
- 8 медалей, в том числе медали «За оборону Москвы», «За победу над Германией в Великой Отечественной войне 1941—1945 гг.»